# Madge Syers
Florence Madeline Syers, nascuda Florence Madeline Cave, i també coneguda amb el nom de Madge Syers o Madge Syers-Cave, (Londres, Regne Unit 1881 - Weybridge 1917) va ser una patinadora artística sobre gel britànica. Va ser la primera dona en competir al Campionat del Món de l'especialitat i va aconseguir guanyar dues medalles olímpiques.

## Biografia
Va néixer el 16 de setembre de 1881 al barri de Kensington, situat a la ciutat de Londres. Es va casar el juny de 1900 amb el també patinador i medaller olímpic Edgar Syers.
Va morir el 9 de setembre de 1917 a la seva residèndia de la ciutat de Weybridge, població situada al comtat de Surrey, a l'edat de 35 anys a conseqüència d'una aturada cardíaca provoca per una endocarditis.

## Carrera esportiva
L'any 1896 es va crear el Campionat del Món de patinatge artístic sobre gel, una competició destinada als homes però sense cap regulació vers les dones. Aquest fet va propiciar que en l'edició de 1902 feta a Londres Madge Syers prengués part en la competició i guanyés la medalla de plata per darrere del suec Ulrich Salchow. Això va provocar que la Unió Internacional de Patinatge sobre gel (ISU) decidís crear una competició específica per a homes i una altra per a dones, de la qual Syers va esdevenir la campiona en les dues primeres edicions.
En els Jocs Olímpics d'Estiu de 1908 de Londres el patinatge artístic sobre gel es va incorporar al programa olímpic, i Madge Syers va aconseguir guanyar la medalla d'or en la competició femenina i la medalla de bronze en la competició per parelles, junt amb el seu marit Edgar Syers.